# Dattatreja

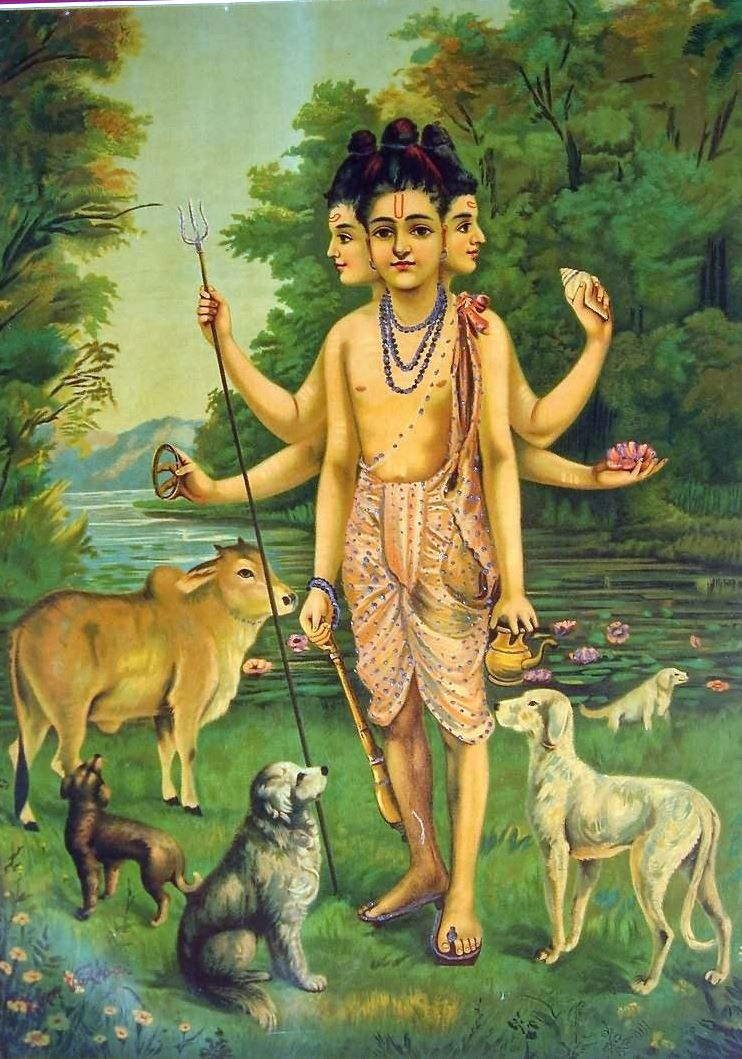
Dattatreja

Dattatreja (sanskryt दत्तात्रेय, trl. dattātreja, ang. Dattatreya) – postać męska z mitologii indyjskiej czczona w tradycjach wisznuickich i siwaickich. Uważany jest za bóstwo, w tym też za awatarę (bogów Wisznu lub Kryszny), za starożytnego mędrca (rysziiego) i muniego, za szalonego ascetę awadhutę i historyczną postać jogina, a także za autora pism filozoficznych (w tym Adwahutagita) i hedonistycznego idola hinduizmu ludowego.
Dedykowane mu hinduistyczne święto to dattadźajanti. Jego wyznawcy tworzą tradycję dattasampradaja.

## Etymologia
Sanskryckie imię Dattatreja posiada znaczenie Datta, syn Atriego, darowany Atriemu. Wskazywany w imieniu tym Atri to jego opiekun – Brahmarszi Atri.

## Ikonografia

### Głowy
W Maharasztrze Dattatreja bywa przedstawiany jako postać o jednej głowie.
Jednak najpopularniejsze wizerunki przedstawiają Dattatreję jako postać trójgłową. Mitologia indyjska przekazuje relację iż pierwotnie byli to trzej chłopcy sannjasini. Gdy maharszi Atri objął przy pierwszym spotkaniu tych trzech chłopców, stali się jedną postacią. Zachowali jednak odrębne głowy – tak z trójki dzieci powstał trójgłowy chłopiec.
Te trzy głowy stanowią odpowiedniki głów trzech bogów trimurti.

### Ramiona
Gdy pierwotną trójkę dzieci Atri przekształcił w pojedynczą postać, po ich pierwotnych formach pozostały trzy głowy i sześć ramion.
Bywają jednak wizerunki Dattatreji dwurękiego lub czterorękiego.

## Życie
Syn wedyjskiego rysziego Atriego, uważany za awatara, zstąpienie trójcy dewów: Brahmy, Wisznu oraz Śiwy dla których jest przewodem (awadhuttą). Hinduizm umiejscawia wcielenie Ryszi Dattatreja na początek epoki kalijugi, zaraz po odejściu – wniebowstąpieniu awatara Kryszny, co miało miejsce w 3102 r. p.n.e.

## Postacie powiązane

### Anasuja
Żoną maharsziego Atriego była Anasuja. Za sprawą długotrwałej ascezy zasłużyła sobie na przybycie trzech głównych hinduistycznych bogów (trimurti) i spełnienie przez nich życzenia. Anasuja poprosiła o trzech synów:
- jednego syna jak Brahma
- jednego syna jak Wisznu
- jednego syna jak Śiwa

Bogowie natychmiast sprawili, że pojawiła się trójka dzieci. Anasuja przyjęła wobec nich powinności matki.

### Atri
Atri to wieszcz z okresu popularności wedyzmu. Mąż Anasuji, pełniący funkcje opiekuna dla Dattatreji w wieku dziecięcym.

### Krowa
Na wizerunkach hinduistycznych, w bezpośredniej bliskości Dattatreji bywa umieszczana krowa. Jej postać ma symbolizować matkę Ziemię lub Kamadhenu.

### Cztery psy
Postaci Dattatreji na wizerunkach towarzyszą cztery psy różnych ras. Te cztery zwierzęta są symbolicznymi formami czterech ksiąg Wed.

### Dwadziestu czterech guru
Nauczaniem Dattatreji zajmowali się nie tylko przybrani rodzice, ale i inni guru, w tym też pod postaciami zwierząt, żywiołów i obiektów środowiska. Sam Dattatreja wskazuje na dwadzieścia cztery swoje autorytety. W tej grupie znajdują się:
1. ziemia
2. ocean
3. ogień
4. powietrze
5. woda
6. niebo
7. Księżyc
8. Słońce
9. jaskółka
10. pszczoła
11. łucznik
12. sowa

### Uczniowie
- Alarka
- Samkryti (Darśanopaniszad)
- Dattatreja otoczył opieką Kartawiję. Ten otrzymał od Dattatreji tysiąc rąk[7].
- Inne źródła wskazują, iż uczniem Dattatreji był radźa o imieniu Karttawirjardźuna[8].

### Awatary
Współczesny hinduizm, szczególnie hinduizm maracki wywodzi od Dattatreji linię ludzlich awatarów.
1. Śripada Śrivallabha (1323–1353) z Pithapuru
2. Nrysimha Saraswati (1378–1458) z dystryktu Akola (Śri Narasimha Saraswati)

Do awatarów lub mniejszych emanacji niektórzy wliczają również postacie:
- Ćakradhar Swami (Cakradharsvami)
- Atmaram Paramahamsa
- Gajanan Maharaj
- Samarth Ramdas
- Ćhokhamela
- Sant Sena Maharaj
- Sai Baba z Shirdi
- Swami Samarth Maharaj z Akalkot

### Znani wyznawcy
- Dźanardan
- Eknath
- Dasopant
- Mukteśwar
- Nirańdźan Raghunath
- Narajan Maharadź Dźalwankar
- Manikprabhu
- Akkalkot Maharadź
- Wasudewananda Saraswati
- Maharadź Balekundrikar
- Wisznudas
- Ramananda Bidkar
- Dikszit Swamin
- Bhairaw Awadhuta Dźńanasagar
- Dattanath Udźdźajinikar
- Joganada Saraswati (Gand Maharadź)
- Sai Baba z Shirdi
- Nuri Maharadź
- Śri Datta Maharadź z Aste
- Narajan Maharadź Kedgaokar
- Ranga Awadhuta

## Dzieła
Uznawany jako autor:
- Awadhutagity (Traktat o posłannictwie),
- Dźiwanmuktigity (Traktat o wyzwoleniu duszy),
- Tripurarahasja (Tajemnice Bogini Tripury).

Ostatni z traktatów jest podstawą nauczania znanego indyjskiego mędrca, Śri Ramana Maharszi.

## Recepcja w nurtach hinduistycznych

### Śiwaizm
W śiwaizmie Dattatreja uważany jest za jednego z guru.
Niektórzy biografowie Śankary opisują wizytę w aśramie Dattatreji lub błogosławieństwa otrzymane przez Śankarę w wizjach.

### Sadhu
Dźuna akhada – jedna z głównych tradycji dasanami naga sannjasinów uważa Dattatreję za swoje naczelne bóstwo i utożsamia go z Rudrą lub Śiwą.

### Aghorasampradaja
Aghori z części szkół upatrują w Dattatreji inkarnacji Śiwy, a zarazem swojego pierwszego nauczyciela. Tytułują go jako adiguru. Mitologia aghorich mówi o odwiedzinach ich świętego o imieniu Baba Kinaram u Dattatreji na górze Girnar.

### Wisznuizm
W wisznuizmie postać Dattatreji pojmowana jest jako jeden z awatarów
Kryszny
lub Wisznu.
Jako awatara Wisznu zaliczany jest do awatarów klasy amśawatara.
W spisie dwudziestu dwóch wisznuawatarów zajmuje pozycję szóstego zstąpienia.

### Wedanta
Adwajtawedanta była tradycją filozoficzną, której wykładnię prezentują nauki zamieszczone w dziełach przypisywanych Dattatreji
stąd ta darśana wskazuje go, jako swojego ważnego przedstawiciela.

### Dattasampradaja
Wyzanwcy tego bóstwa tworzą tradycję hinduistyczną nazywaną dattasampradaja. Jej recepcja wskazuje na popularność w stanach Maharasztra i Andhra Pradeś, jak również w Nepalu.
Do dattasampradaji przynależał guru Eknatha – Dźanardan (uczeń Nrysimhy Saraswatiego)

### Warkarisampradaja
Raghawa Ćajtańja – guru Tukarama otrzymał darśan Dattatreji podczas pobytu na górze Girnar. Sam Tukaram poświęcił postaci Dattatreji kilka utworów (abhang).

## Recepcja w pismach hinduistycznych
Postać Dattatreji wymienia wiele puran.

### Adwahutagita
Adwahutagita to najbardziej znane dzieło z przypisywanych autorstwu Dattatreji. Sam Dattatreja nazywany jest pierwszym z awadhutów.

### Tripurarahasja
Dzieło Tripurarahasja tytułowane również jako Haritajanasanhita posiada uznane tradycją autorstwo Dattatreji. Zorientowane jest na wedantę z elementami śaktyzmu (już tytuł odnosi się do bogini Tripury). Popularyzował je współcześnie tamilski święty Ramana Maharszi.
Zawartość Tripurarahasji stanowi dialog pomiędzy wieszczem Naradą a Haritajaną lub Paraśuramą a Dattarteją.

### Bhagawatapurana
Bhagawatapurana przedstawia rozmowę mędrca Dattatreji z królem Jadu.

### Dattatrejopaniszad
Upaniszada Dattatreja poświęcona jest objaśnieniom znaczenia postaci i właściwych dla czci Dattatreji mantr. Upaniszada ta należy do tradycji pism Atharwawedy i reprezentuje nurt wisznuicki.

### Dźiwanmuktagita
Gita o tytule Dźiwanmuktagita to kolejne dzieło, którego autorem miałby być Dattatreja. Zaliczane jest do nurtu nauk adwajtawedanty.

## Kult
Kult Dattatreji szczególnie rozpowszechniony jest w stanie Maharasztra. Występuje też wyraźnie w stanach Karnataka, Andhra Pradeś, Kerala i Tamilnadu, Gudźarat. Odnotowywany jest również w Nepalu.
Dattatreja stał się bóstwem osobistym (isztadewata) dla wyznawców tradycji dattasampradaji, mahanubhawy, nathów, śaktów, a nawet sufich.

### Drzewo
Tradycja dattasampradaja uważa figowiec groniasty (sansk. udumbara) za drzewo szczególnie uświęcone z racji upodobania, jakie przypisuje się bóstwu tej tradycji.

### Święta
Szczególnym dniem kultu Dattatreji jest czwartek (w Narsobhawadi – sobota).
Sam święty miał się natomiast narodzić w środę.
Najważniejszym świętem dedykowanym Dattatreji jest uroczystość rocznicy jego narodzin o nazwie Datta dźajanti. Przypada ona na pełnię Księżyca w miesiącu mrigaszirsza (listopad lub grudzień).

### Mantry
Najbardziej znaną mantrą związaną z postacią jest:
dattātreya hare krsna unmattaānandadāyaka
digambara mune bāla piśāca jńānasāgara.

### Świątynie

#### Indie
Lokalizacje wybranych świątyń dedykowanych Dattatreji:
- Mahur (Maharasztra)
- Gangapura (Karnataka)
- Wadi (Maharasztra)
- Góra Girnar
- Mount Abu (Radżasthan)
- Bombaj: Sarvodaya Nagar Mulund
- Ahmednagar (Maharasztra)
- Dagadu Halwai Datta Mandir w Pune (Maharasztra)
- Nasik (Maharasztra)
- Kalagi – dystrykt Bijapur (dystrykt), posąg jednogłowy
- Chaul
- Bengaluru: Tyagaraja Nagar

#### Nepal
- Bhaktapur w dolinie Katmandu.

## Recepcja w innych religiach

### Sufizm
Postać Dattatreji była też otaczana kultem przez synkretycznie ustosunkowane wobec hinduizmu szkoły sufich. Przykładem może być kaplica i posąg w dystrykcie Chikmagalur w posiadłości świętego sufickiego o imieniu Baba Qalandar Shah.